# Borstasymmetrie
Borstasymmetrie of ongelijke borsten, ook aangeduid als anisomastie, is een aandoening waarbij de grootte van de borsten sterk afwijkt. De ene borst is met andere woorden beduidend groter dan de andere. Er kan sprake zijn van abnormaal sterke groei in een borst (macromastie) of onderontwikkeling van een borst (micromastie) of een combinatie. Specifieke vormen van borstasymmetrie zijn het syndroom van Poland (waarbij één borst(spier) afwezig of onderontwikkeld is) en tubulaire borsten (waarbij één of beide borsten zich buisvormig ontwikkelen).
Een milde asymmetrie van de borsten komt zeer veel voor en wordt als normaal beschouwd.
Ongelijke borsten kunnen behandeld worden door een plastisch chirurg. Mogelijke ingrepen zijn een borstverkleining, borstvergroting of borstreconstructie (bij syndroom van Poland).